# Tumulus von Lexden
| QS Vor- und Frühgeschichte | Dieser Artikel wurde aufgrund von inhaltlichen Mängeln auf der Qualitätssicherungsseite des WikiProjekts Vor- und Frühgeschichte eingetragen. Dies geschieht, um die Qualität der Artikel aus diesem Themengebiet auf ein akzeptables Niveau zu bringen. Bitte hilf mit, die inhaltlichen Mängel dieses Artikels zu beseitigen, und beteilige dich bitte an der Diskussion! |  |

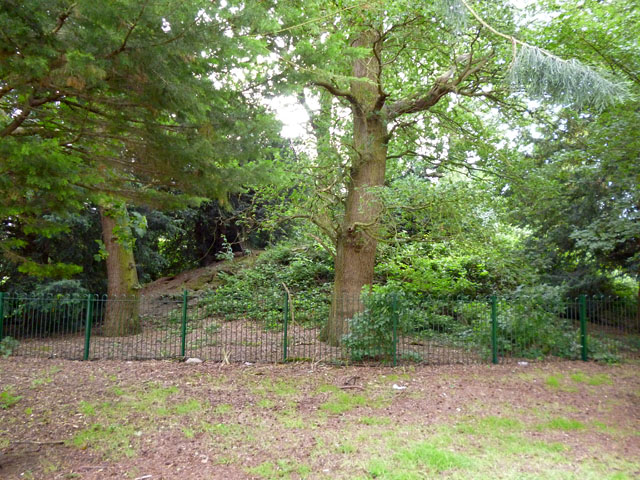
Tumulus von Lexden

Der Tumulus von Lexden (englisch Lexden Tumulus oder Lexden Mount) liegt in der Fitzwalter Road in Lexden, einem Vorort von Colchester in Essex (England). Lexden war früher ein Dorf und wurde Lessendon, Lassendene und Læxadyne genannt. Lexden wird im Domesday Book erwähnt. Der Grabhügel liegt innerhalb eines 25 Quadratkilometer großen späteisenzeitlichen territorialen Oppidums, welches das von den Römern als Camulodunum bezeichnete heutige Colchester umgab.
Der 1924 ausgegrabene, zuvor jedoch beraubte, heute noch 1,5 m hohe Tumulus, von dem angenommen wird, dass er das Grab des 40 n. Chr. verstorbenen Cunobelinus, König der Catuvellauni, oder auch von Addedomarus, König der Trinovantes sei, hat noch 30 m Durchmesser. Einst war er etwa 2,7 m (9 Fuß) hoch.
Die zumeist intentionell zerstörten Grabbeigaben geben einen Einblick in das Ausmaß der Romanisierung der lokalen Aristokratie vor der Claudischen Invasion im Jahre 43. n. Chr. Es fanden sich 17 Weingläser, ein Kettenhemd und eine Münze von Augustus aus dem Jahre 17 v. Chr., die als Porträtmedaillon montiert war. Andere Funde waren eine Statuette von Amor und Bronzefiguren von Bullen, Ebern (der Lexton Boar) und Greifen. Der Handel mit dem römischen Gallien hatte bereits Einfluss auf die Mode der Reichen.
Am Ende der römischen Eisenzeit findet sich eine Reihe reicher Bestattungen (Snailwell in East Cambridgeshire, Welwyn in Hertfordshire und Aylesford in Kent).